# Rhamphomyia fulvirostris
Rhamphomyia fulvirostris är en tvåvingeart som beskrevs av Saigusa 1963. Rhamphomyia fulvirostris ingår i släktet Rhamphomyia och familjen dansflugor. Inga underarter finns listade i Catalogue of Life.